# Martha Levisman
Martha Levisman (Buenos Aires, 18 de agosto de 1933-Buenos Aires, 13 de junio de 2022) fue una arquitecta argentina.

## Trayectoria
Se graduó en la Facultad de Arquitectura, Diseño y Urbanismo (Universidad de Buenos Aires) en 1958, posteriormente fue docente de diferentes asignaturas en la misma Facultad.
Su formación fue continuada especialmente en dos temas. El primero la rehabilitación, estudiando en 1987 en el Paul Getty Conservation Institute y en el Instituto de Conservación y Restauración en Churubusco, México en donde se dedicó al estudio de antecedentes para la realización del Taller de Restauración de la Pintura Colonial Argentina. En 1995 obtuvo una Beca de la Fundación Antorchas para estudiar en la Scuola di Restauro de la Universidad de Roma La Sapienza. Su segundo tema fue la archivística, estudiando en Universidad de Columbia, para proponer en 1990 un modelo para realizar un Archivo de planos de la Ciudad de Buenos Aires. Estos estudios la llevaron a participar en conferencias internacionales del ICAM, International Confederation of Architectural Museums, en diferentes ciudades: Nueva York en 1996, Edimburgo en 1998, Río de Janeiro 2000, Viena 2002, Venecia 2004 y París 2006.
En los años setenta entabló amistad con el arquitecto Alejandro Bustillo, quien le legó en vida su archivo, a partir del cual Martha Levisman realizó una primera exposición en 1982 Alejandro Bustillo, Arquitecto. Este fue el primer archivo que dio lugar al Archivo de Arquitectura Contemporánea Argentina (ARCA) y sobre el que ha seguido trabajando, escribiendo artículos, organizando exposiciones y catálogos de las mismas, además de publicar dos libros sobre su obra.
Fue la autora de los tres edificios de la Fundación Antorchas en Buenos Aires. Realizó el diagnóstico, propuesta de refuncionalización, presupuesto y estudio de equipamiento de la Biblioteca Nacional de la República Argentina en Buenos Aires para su terminación y puesta en marcha. 
En 1989 organizó en la FADU la exposición Homenaje a Le Corbusier, 60 años después, en la que colaboraron, entre otros, Jorge Francisco Liernur, Anahí Ballent y Pablo Pschepiurca.
Fue directora del Centro ARCA (Asociación Civil para el Archivo de Arquitectura Contemporánea Argentina) entre 1998 y 2002.
Su exposición más reciente fue Diseño Argentino de Autor: Sillas que recogía las sillas diseñadas y producidas en Argentina entre 1932 y 1955, expuesta en Fundación PROA en 2013. Relacionada con esta búsqueda de los orígenes del diseño industrial moderno en Argentina, publicó un libro que recoge las historias de los estudios, grupos y empresas que marcaron el diseño moderno del país.

## Publicaciones
- Levisman, Martha (2007). Bustillo. Un Proyecto de "Arquitectura Nacional". ARCA. ISBN 978-987-23901-1-2.[10][11]
- Levisman, Martha (2010). Bustillo en Patagonia. ARCA. ISBN 9789872619404.
- Levisman, Martha (2015). Diseño y producción de mobiliario argentino : 1930-1970. ARCA. ISBN 9789872619411.[12]